# Mazanec (rybník)
Rybník Mazanec je rybník o rozloze vodní plochy asi 0,5 ha, zhruba obdélníkovitého tvaru o rozměrech asi 120 × 40 m, nalézající se na bezejmenném potoce na severozápadním okraji obce Uhersko v okrese Pardubice. Je součástí rybniční soustavy sestávající ze dvou rybníků - druhým rybníkem je Návesní rybník. Zakreslen je již na mapovém listě č. 130 z prvního vojenského mapování z let 1764–1768. 
Rybník je využíván pro chov ryb.

## Galerie

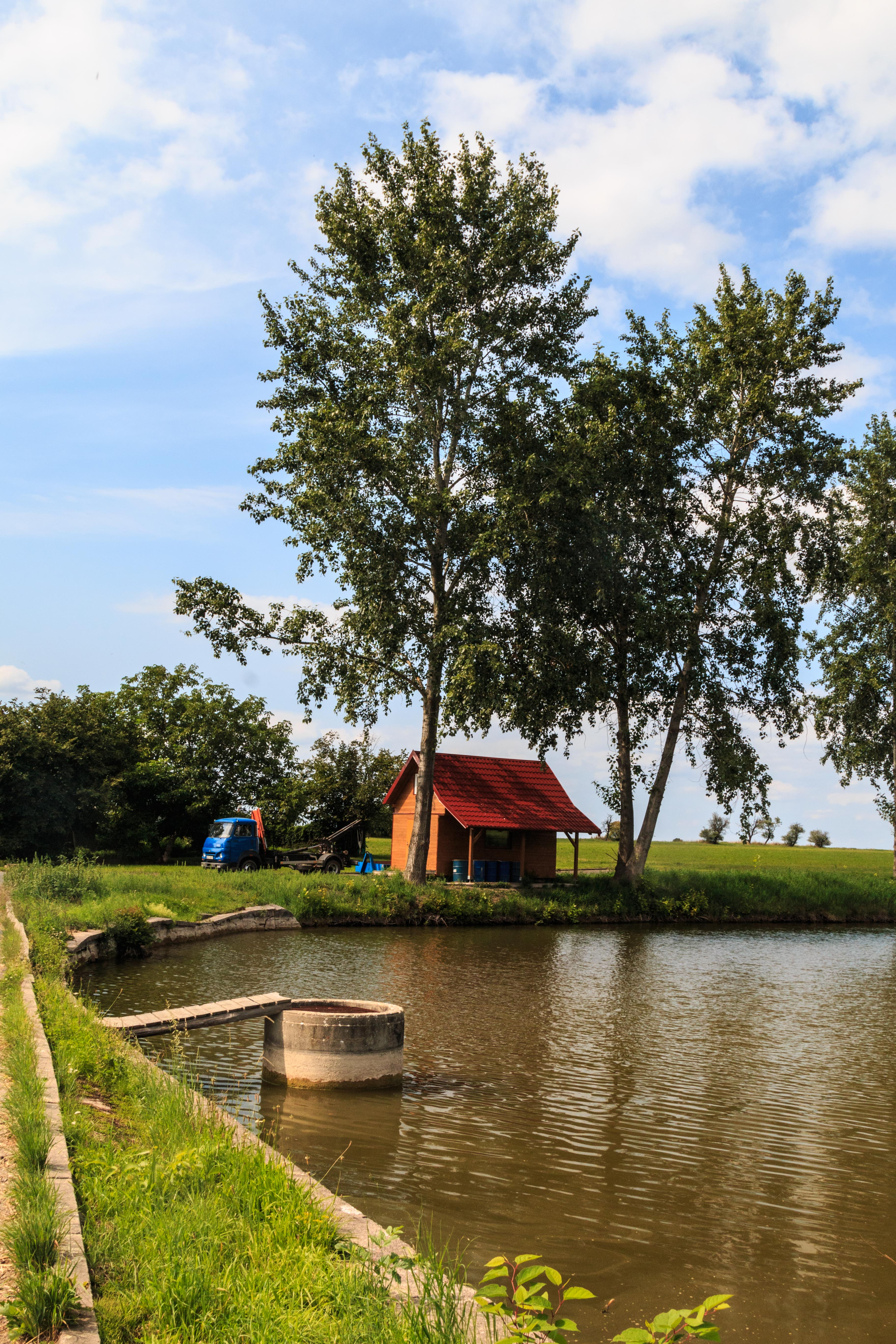
Pohled na rybník Mazanec u Uherska
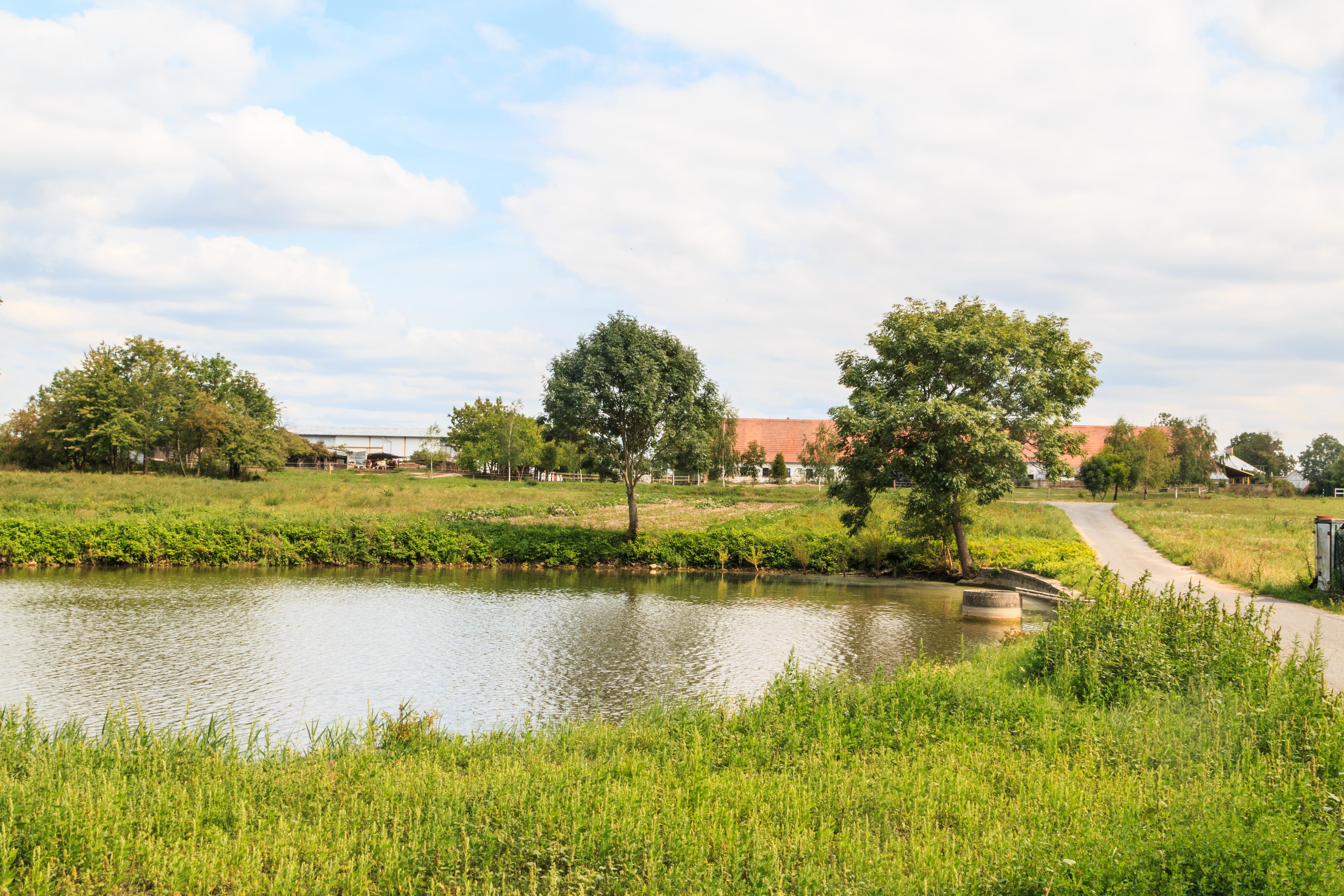
Pohled na rybník Mazanec u Uherska
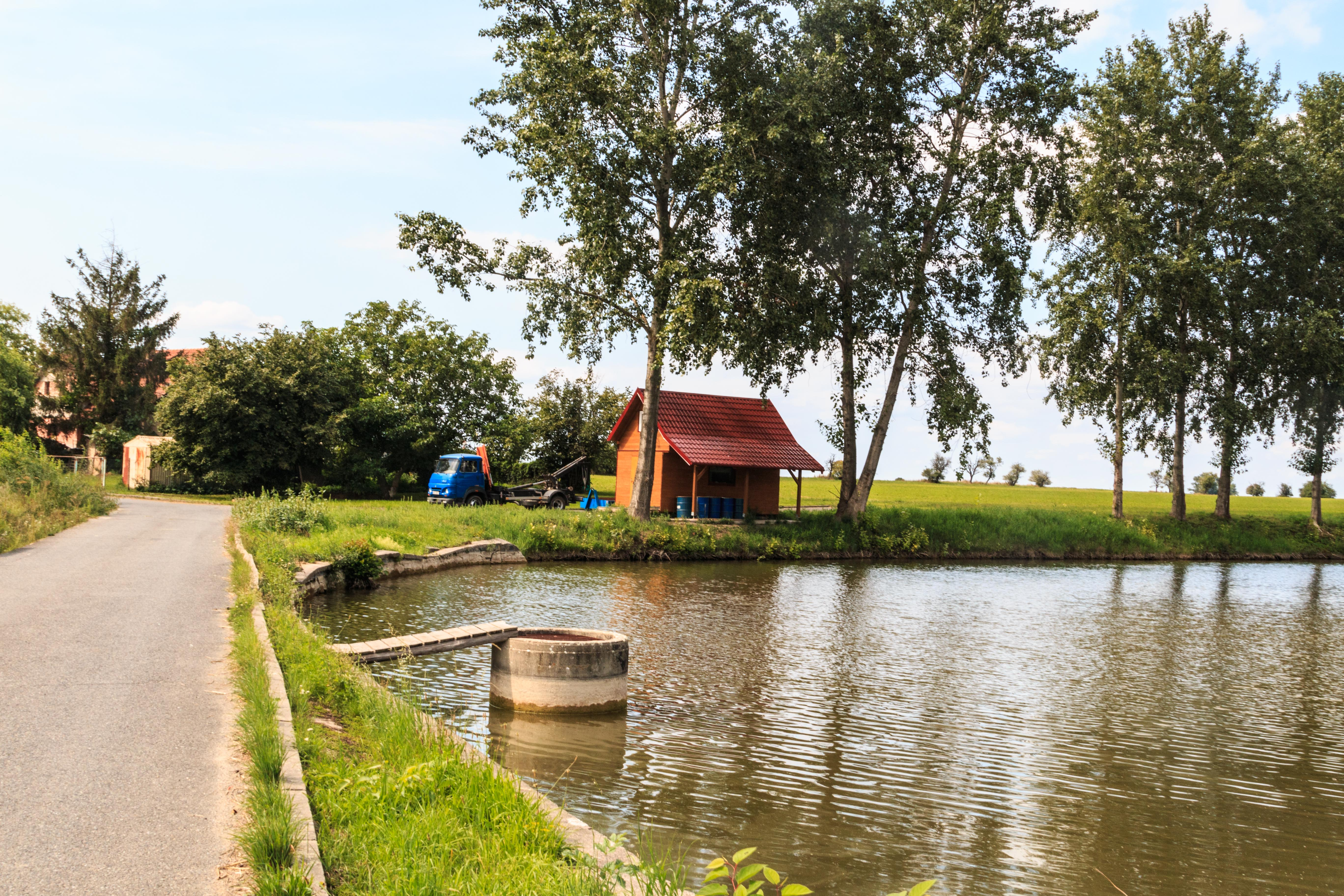
Pohled na rybník Mazanec u Uherska